# Росошанська сільська громада
Росошанська сільська об'єднана територіальна громада — колишня об'єднана територіальна громада в Україні, на територіях Липовецького та Оратівського районів Вінницької області. Адміністративний центр — село Росоша.
Площа громади — 67,99 км², населення — 3053 мешканці (2018).
Утворена 25 квітня 2016 року шляхом об'єднання Росошанської сільської ради Липовецького району та Очитківської сільської ради Оратівського району.
6 травня 2020 року Кабінет Міністрів України затвердив перспективний план формування територій громад Вінницької області, в якому Росошанська ОТГ відсутня, а Очитківська та Росошанська сільські ради включені до Липовецької ОТГ.

## Населені пункти
До складу громади входили 1 селище (Липовець) і 3 села: Люлинці, Очитків та Росоша.